# Sahr Kendor
Sahr Kendor (ur. 7 października 1962) – sierraleoński lekkoatleta specjalizujący się w biegach średniodystansowych, reprezentant Sierra Leone na Letnich Igrzyskach 1980 w Moskwie.
W roku 1980 na Letnich Igrzyskach Olimpijskich 1980 był uczestnikiem biegu na 400 m, 800 m. oraz uczestniczył w sztafecie  4 × 400 m. Bieg na 400 m. zakończył z czasem 52,98, zajmując szóste miejsce w biegu kwalifikacyjnym numer 5. Wynik okazał się najsłabszym rezultatem spośród wszystkich uczestników.
W biegu na 800 m., Kendor zajął 7. miejsce w biegu kwalifikacyjnym numer sześć. Bieg ukończył z czasem 2:06,5, ponownie osiągając najsłabszy rezultat spośród wszystkich uczestników.
Sztafeta  4 × 400 m w składzie z Jimmym Massallayem, Williamem Akabi-Davisem oraz George’em Branche zajęła ostatnie miejsce w biegu kwalifikacyjnym numer jeden. Czas z jakim kadra Sierra Leone ukończyła bieg - 3:25,0 okazał się najsłabszym rezultatem spośród wszystkich ekip.